# Гатаулін Равіль Фатихович
Равіль Фатихович Гатаулін (нар. 8 березня 1954, Усть-Каменогорськ, Казахська РСР, СРСР) — радянський хокеїст, нападник. Майстер спорту СРСР.
Вихованець усть-каменогорської хокейної школи. Срібний призер юніорського чемпіонату Європи 1972 року.
Виступав за місцеве «Торпедо», воскресенський «Хімік», московське «Динамо», київський «Сокіл», іжевську «Іжсталь» і брянську «Десну».
У складі московського «Динамо» здобув дві срібні медалі чемпіонату СРСР (1977, 1978). Атакувальне тріо Гатаулін — Дьомін — Бабашов, протягом двох сезонів, було найрезультативнішою ланкою київського «Сокола». Переможець першої ліги у складі «Іжсталі».
У вищій лізі за дев'ять сезонів провів 303 матчі, 71 закинута шайба, 51 результативна передача, у першій лізі — близько 300 ігор і 154 голи. Завершував виступи в команді другої ліги «Десна» (Брянськ).
| Сезон   | Команда       | Вища ліга | Вища ліга | Вища ліга | Перша ліга | Перша ліга | Перша ліга | Друга ліга | Друга ліга | Друга ліга |
| Сезон   | Команда       | І         | Г         | П         | І          | Г          | П          | І          | Г          |            |
| ------- | ------------- | --------- | --------- | --------- | ---------- | ---------- | ---------- | ---------- | ---------- | ---------- |
| 1971/72 | «Торпедо» У-К | —         | —         | —         |            | 19         |            | —          | —          |            |
| 1972/73 | «Хімік»       | 16        | 1         | 4         | —          | —          | —          | —          | —          |            |
| 1973/74 | «Торпедо» У-К | —         | —         | —         | 41         | 22         | 8          | —          | —          |            |
| 1974/75 | «Торпедо» У-К | —         | —         | —         | 52         | 20         | 10         | —          | —          |            |
| 1975/76 | «Торпедо» У-К | —         | —         | —         | 52         | 29         | 15         | —          | —          |            |
| 1976/77 | «Торпедо» У-К | —         | —         | —         | 25         | 23         | 9          | —          | —          |            |
| 1976/77 | «Динамо» М    | 18        | 4         | 5         | —          | —          | —          | —          | —          |            |
| 1977/78 | «Динамо» М    | 22        | 7         | 6         | —          | —          | —          | —          | —          |            |
| 1978/79 | «Сокіл»       | 43        | 11        | 9         | —          | —          | —          | —          | —          |            |
| 1979/80 | «Сокіл»       | 40        | 12        | 4         | —          | —          | —          | —          | —          |            |
| 1980/81 | «Іжсталь»     | —         | —         | —         | 61         | 19         |            | —          | —          |            |
| 1981/82 | «Іжсталь»     | 44        | 14        | 4         | 16         | 10         | 8          | —          | —          |            |
| 1982/83 | «Іжсталь»     | 43        | 12        | 9         | 15         | 7          | 4          | —          | —          |            |
| 1983/84 | «Іжсталь»     | 43        | 3         | 8         | —          | —          | —          | —          | —          |            |
| 1984/85 | «Іжсталь»     | 34        | 7         | 2         | 16         | 5          | 5          | —          | —          |            |
| 1985/86 | «Десна»       | —         | —         | —         | —          | —          | —          |            | 17         |            |
| 1986/87 | «Десна»       | —         | —         | —         | —          | —          | —          |            | 32         |            |
| Усього  | Усього        | 303       | 71        | 51        | 278+       | 154        | 59+        |            | 49         |            |